# 鸿星尔克

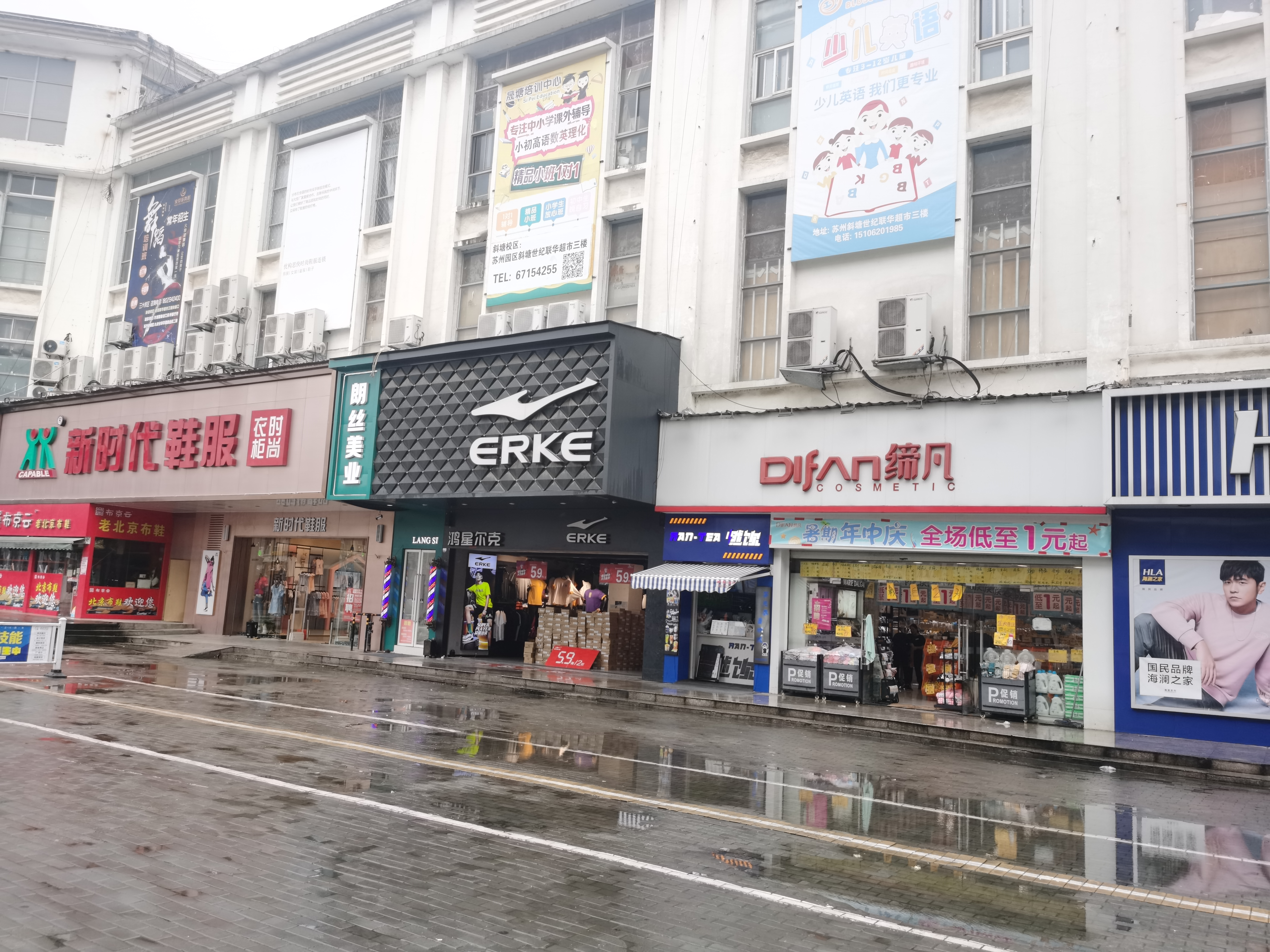
鸿星尔克位于江苏省苏州市的专卖店

鸿星尔克（英語：HONGXING ERKE GROUP）是一家创立于2000年6月，总部位于中华人民共和国厦门，于2005年在新加坡上市的服饰集团，已发展为集研发、生产、销售为一体，员工近3万人的大型运动服饰企业。其口号为“TO BE No.1（迈向第一）”，现为“你好，阳光。（In the Sun）”。鸿星尔克集团总裁、执行董事长為吴荣光。
鸿星尔克2020年营收28亿，净利润亏损2.2亿。

## 事件
2021年7月河南水灾期间，鸿星尔克通过郑州慈善总会、壹基金紧急捐赠5000万元人民币物资。该事件随即成为网络热门话题，许多网民纷纷购买鸿星尔克产品以示支持，部分商品甚至脱销。鸿星尔克7月23日当日销售额同比增长超52倍；鸿星尔克7月21日至7月23日在抖音的销售量已超过2021年上半年销量总和。另有网友为其充值微博会员至2140年4月18日，该公司为此立志成为百年品牌，否则对不起网友的心意。
2021年一季度负6000多万，由于财务问题，鸿星尔克的股票停止交易。网友直呼心酸。2022年7月30日，鸿星尔克宣布向福建省残疾人福利基金会捐赠1亿元的款物，用于帮助困难残疾群体。